# 彰化溫泉

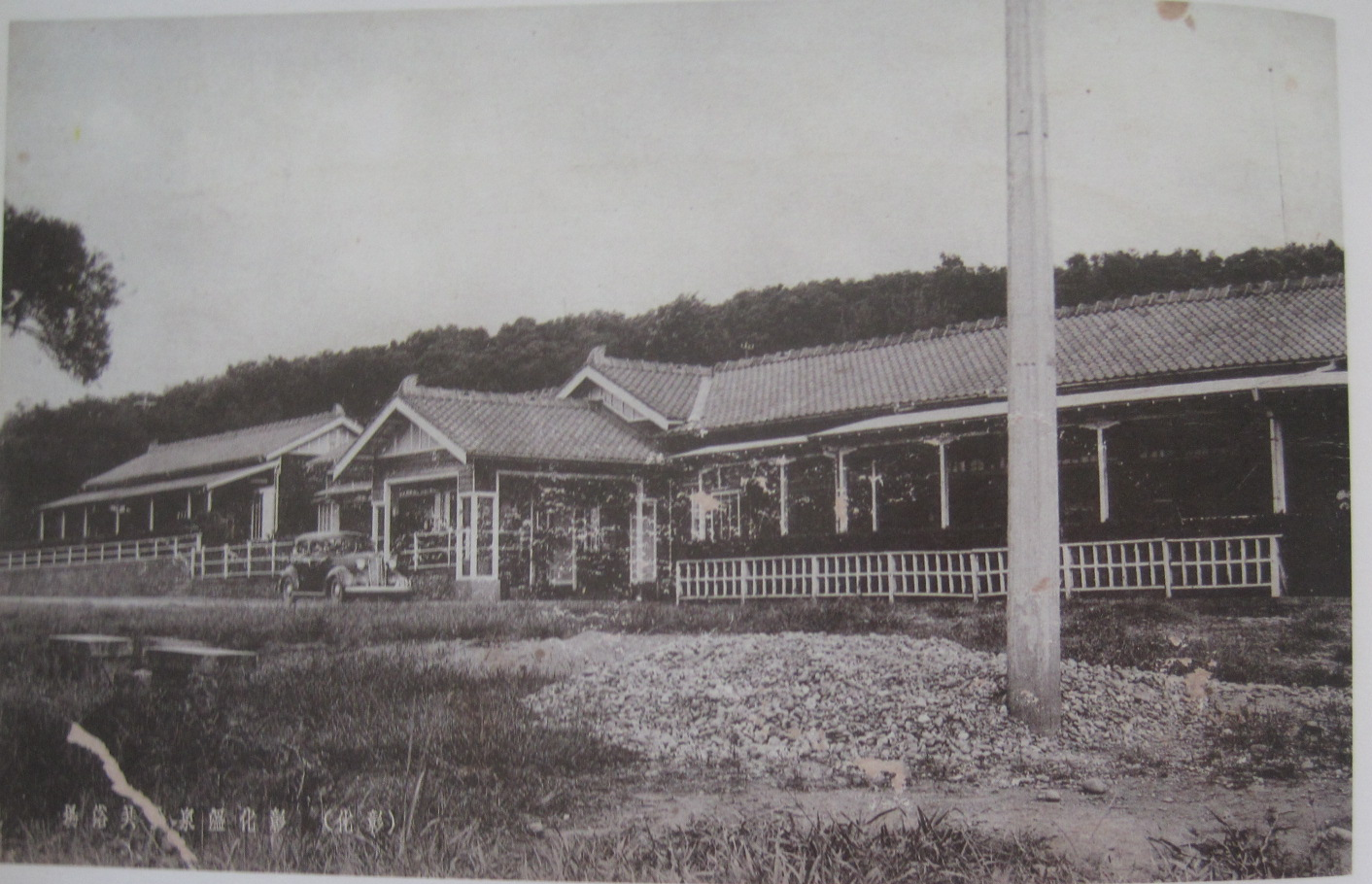
彰化溫泉公共浴場

彰化溫泉歷史上位於台灣八卦山麓的溫泉，在日治時代名聞一時，現今已不存在。原址現為彰化市大佛風景區後方停車場。

## 泉質
彰化溫泉係加熱八卦山湧出之鑛泉，屬於碳酸鐵泉，對胃腸病及婦人病有效。

## 歷史
- 1918年（日大正7年），10月報載台灣總督府研究所泉質分析結果。
- 1933年（日昭和8年），選定北白川宮能久親王紀念碑的下方設置公共溫泉浴場。
- 1941年（日昭和16年），浴場毀於火災，兩年後又毀於太平洋戰爭，戰後曾經重建，唯現已枯竭。

## 相關資料
- 彰化（八卦）溫泉--生活多寶格 （页面存档备份，存于）
- 縣府積極開發八卦山溫泉 再現溫泉路 玩全台灣（页面存档备份，存于）